# 波托西银矿

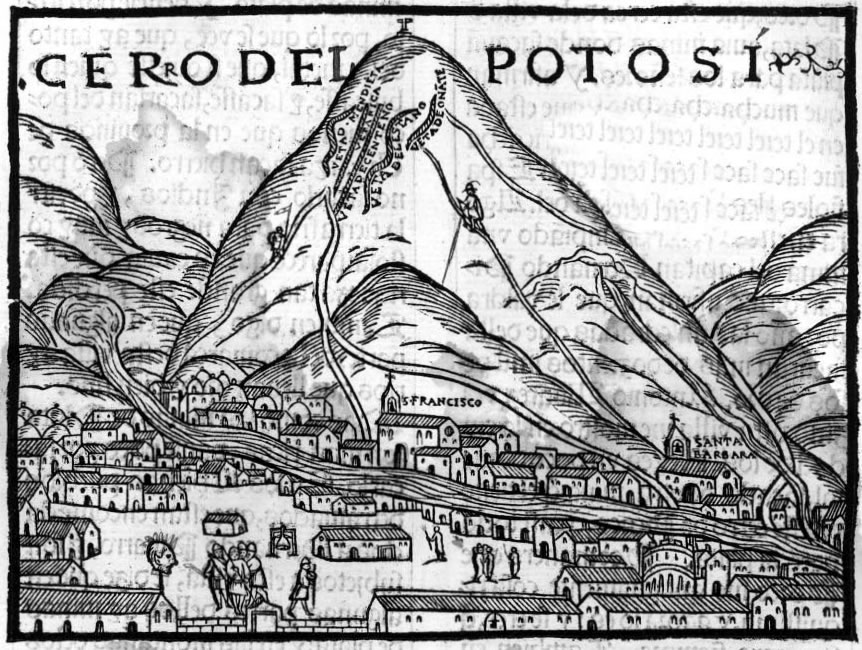
波托西，欧洲的第一印象. Pedro Cieza de Leon, 1553.

15世纪末哥伦布发现新大陆后，西班牙人在南美建立殖民地，1545年在秘鲁的波托西（现在是在玻利维亚）找到了蕴藏量丰富的银矿。当时是世界储量第一的银矿。几乎与此同时，用水银从矿砂中提炼白银的方法得到重大改进，新改良的方法称为汞齐化法。1563年在秘鲁的万卡韦利卡发现水银矿藏，1571年-1700年，水银产量达6830万磅。由此美洲贵金属的产量得到突飞猛进，16世纪中叶后的若干年内，每年由美洲流入欧洲的白银有50万磅，黄金1万。西班牙国王凭借波托西银矿得以在欧洲大陆实行反宗教改革运动。

## 土著劳力
矿主根据征调制，使用土著劳力进行开采和熔炼；当时的征调制沿袭印加帝国和阿兹特克帝国的制度，规定凡18-50岁的土著都有义务应征到矿山劳动，每期征调时间为6个月或12个月。

## 欧洲技术
银矿开采技术引自欧洲；早期以开采露天矿脉和浅层矿为主，深层矿使用自然掘进，由人力用袋子背矿石到地面;16世纪末，开始开凿平硐和水平巷道，进行联合开采，并引进水泵排除矿坑积水，同时开始使用人力或畜力绞盘。

## 贸易路线
1565年初，正当波托西的白银产量突飞猛进之时，西班牙人开辟了一条利润颇高的贸易路线。被称为“马尼拉邮船”的大型船只装载大量来自阿卡普尔科的白银到马尼拉，在那里与来自中国的货物进行交易，包括香料、瓷器、丝绸和象牙之后这些中国的奢侈品被转运至墨西哥和欧洲。这种有价值的贸易一直延续到19世纪初，期间大约向亚洲运送了西班牙美洲殖民地全部白银的三分之一。

## 历史影响

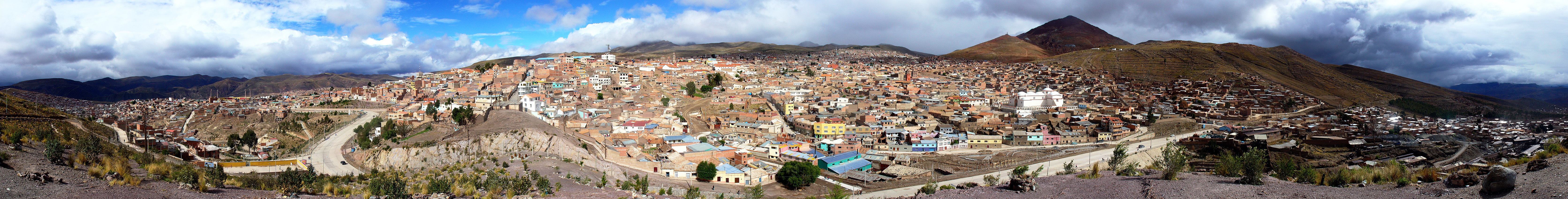
以里科山（Cerro Rico）为背景的波托西.

秘鲁的矿石，印第安人的劳力，欧洲人的技术为西班牙王国带来了巨额财富，波托西银矿支撑了亚洲——美洲——欧洲贸易体系，并使西班牙能够控制尚处萌芽阶段的中国出口商品的很大部分。